# Antonin Fourneau
Pour les articles homonymes, voir Fourneau.
 (avril 2021).
La mise en forme du texte ne suit pas les recommandations de Wikipédia : il faut le « wikifier ».
Les points d'amélioration suivants sont les cas les plus fréquents :
- Les titres sont pré-formatés par le logiciel. Ils ne sont ni en capitales, ni en gras.
- Le texte ne doit pas être écrit en capitales (les noms de famille non plus), ni en gras, ni en italique, ni en « petit »…
- Le gras n'est utilisé que pour surligner le titre de l'article dans l'introduction, une seule fois.
- L'italique est rarement utilisé : mots en langue étrangère, titres d'œuvres, noms de bateaux, etc.
- Les citations ne sont pas en italique mais en corps de texte normal. Elles sont entourées par des guillemets français : « et ».
- Les listes à puces sont à éviter, des paragraphes rédigés étant largement préférés. Les tableaux sont à réserver à la présentation de données structurées (résultats, etc.).
- Les appels de note de bas de page (petits chiffres en exposant, introduits par l'outil «  Source ») sont à placer entre la fin de phrase et le point final[comme ça].
- Les liens internes (vers d'autres articles de Wikipédia) sont à choisir avec parcimonie. Créez des liens vers des articles approfondissant le sujet. Les termes génériques sans rapport avec le sujet sont à éviter, ainsi que les répétitions de liens vers un même terme.
- Les liens externes sont à placer uniquement dans une section « Liens externes », à la fin de l'article. Ces liens sont à choisir avec parcimonie suivant les règles définies. Si un lien sert de source à l'article, son insertion dans le texte est à faire par les notes de bas de page.
- La présentation des références doit suivre les conventions bibliographiques. Il est recommandé d'utiliser les modèles {{Ouvrage}}, {{Chapitre}}, {{Article}}, {{Lien web}} et/ou {{Bibliographie}}. Le mode d'édition visuel peut mettre en forme automatiquement les références.
- Insérer une infobox (cadre d'informations à droite) n'est pas obligatoire pour parachever la mise en page.

Pour une aide détaillée, merci de consulter Aide:Wikification.
Si vous pensez que ces points ont été résolus, vous pouvez retirer ce bandeau et améliorer la mise en forme d'un autre article.
Antonin Fourneau (né le 10 décembre 1980 en France) est un artiste français spécialisé dans l'art numérique. Ses œuvres, souvent interactives, explorent la relation entre art et technologie. Il est notamment connu pour sa création Waterlight Graffiti, une surface lumineuse réactive à l'eau, et pour sa participation à des projets collaboratifs comme Eniarof, un concept de fête foraine interactive.

## Biographie
Né en 1980 à Marseille, Antonin Fourneau est un artiste, inventeur et enseignant vivant entre Paris et Marseille. Il a étudié l'art et le design numérique à l'école supérieure d'art d'Aix-en-Provence et à l'École nationale supérieure des Arts Décoratifs (EnsAD,  Paris).
Ses créations sont montrées régulièrement en France et à l'étranger dans des évènements et institutions comme la Nuit Blanche à Paris, Ars Electronica à Linz, Festival Gamerz à Aix-en-Provence, espace 13-16 de Beaubourg à Paris, le digital art festival de Tokyo, Le festival du Cube ...
Il est le fondateur du projet collectif Eniarof, né en 2005, consistant à organiser des fêtes foraines éphémères mélangeant différentes formes de créations interactives. Un livre est paru en 2017 retraçant l'origine du projet. 
Il est l'inventeur de Waterlight Graffiti, une création lumineuse brevetée permettant de dessiner avec de l'eau.   

## Sélections d'œuvres
- 2019 Sonoscriptum[6] (Mur de LED réagissant au son)
- 2018 Fran, Steve, Peter et les autres (installation multimédia)
- 2016 Luminous Memento (Mémorial aux morts en béton translucide lumineux connecté à une base de données)
- 2013 Arcade Concrete (Borne de jeu coulée en béton)
- 2012 Waterlight Graffiti  (Surface lumineuse de dessin interactive)
- 2011 QrKanoid (jeu vidéo à base de Qrcode)
- 2011 Oterp V2 (Concept de jeu musical géolocalisé sur téléphone mobile)
- 2011 Spongegame (Dispositif de jeu impliquant le corps)
- 2011 Shooting in the rain (pistolet de console de jeu interfacé sur un parapluie)
- 2009 Ikeastation (Dispositif de jeu hybridant une table Ikea avec une manette de jeu)
- 2009 Domoludens (Série d'éléments électroménager interagissant avec une manette de jeu)
- 2009 Jawey (prothèse dentaire lumineuse s'illuminant au contact de la langue)
- 2008 Eggregor8 (Dispositif interactif reprenant l'interface d'une console de jeu des années 80)
- 2008 Patch & KO (Dispositif mélangeant jeu de bille et jeu de combat)
- 2007 RR (Dispositif sonore interactif)
- 2007 Moripad (Interface de jeu spéculative)
- 2007 Oterp V1 (Concept de jeu musical géolocalisé sur playstation portable)
- 2007 MadNes (dispositif interactif de jeu sur écran suspendu par des câbles)
- 2005 Temporary Arcade Zone (Série de borne d'arcade assemblé en bois de palette)
- 2004 PC moto tuning (Transformation d'un PC avec une esthétique de moto)
- 2004 Pong net (Transformation d'une table de tapissier  en table de ping pong numérique)

## Expositions personnelles (sélection)
- 2017 Auckland live center, (NZ)
- 2016 Institut Français, Tunis, (TUN)[7]
- 2013 Visages du Monde, Cergy, (FRA)
- 2008 Galerie Duplex, Toulouse, (FRA)
- 2007 Tokyo Wonder Site, Tokyo, (JPN)[8]

## Expositions collectives (sélection)
- 201911e Biennale international design, St-Etienne, (FRA)
- 2018 Escale en vue, Maif social club, Paris, (FRA)
- 2018 Eniarof 27, Tanger, (MAR)
- 2018 Eniarof 26, MalakoNiarof, Paris, (FRA)
- 2018 Eniarof 25, AmazeNiarof, Berlin, (GER)
- 2018 Eniarof 24, Conakryniarof, Conakry, (GIN)
- 2018 Eniarof 23, Le Carreau du Temple, Paris, (FRA)
- 2017The Delight Of Chinese Character Exhibition, Kaohsiung, (TWN)
- 2017 Eniarof 22, Efest, Tunis, (TUN)
- 2017 Eniarof 21, ICI Montreuil, Paris, (FRA)
- 2016 Eniarof 20, NRW Museum, Düsseldorf, (GER)
- 2016 Good Luck Archeologists, Maribor, (SVN)
- 2016 Rhizome, Playtime Project, Cannes, (FRA)[9]
- 2016 Eniarof 19, Polytech Festival, Moscou, (RUS)
- 2015 Art Fair, Chicago, (USA)
- 2015 Exhibition Short Cuts, centre pasquart, Bienne, (SUI)
- 2015 Eniarof 16, CAFA, Pékin, (CHN)
- 2011 Play it Yourself, centre Pompidou, Paris, (FRA)
- 2011 Eniarof 12, Parc de Blossac, Poitiers, (FRA)
- 2009 Art Fair(e), Oudeis, Vigan, (FRA)
- 2009 Eniarof 9, Festival Kontact Sonor, Châlon/Saône, (FRA)

## Festivals et diffusions (sélection)
- 2019 Canal convergence, Scottsdale, (USA)[10]
- 2019 Light City, Baltimore, (USA)
- 2019 Sonoscriptum, Wakayama, (JPN)
- 2019 Nuit blanche, Taïpei, (TWN)
- 2019 Paseo Project, Taos, (USA)
- 2019 White night, Melbourne, ( AUS)
- 2018 Biela Noc, Bratislava, (SVK)
- 2018 Jerusalem light festival, Jerusalem, (ISR)
- 2016 Shenzen Light Festival, Shenzen, (CHN)
- 2016 Spark Light Festival, Austin, (USA)
- 2016 Innovation fair, Chengdu, (CHN)
- 2015 Pitchfork Festival, Chicago, (USA)
- 2014 Night Light Festival, Singapore, (SGP)
- 2014 Tiff Festival, Toronto, (CAN)
- 2014 Ars Electronica, Linz, (AUT)
- 2014 Gamerz Festival, Aix-en-Provence, (FRA)

1. ↑  « Antonin Fourneau - Gamerz-Festival #09 », sur www.festival-gamerz.com (consulté le 7 décembre 2024)
2. ↑  « Digital Art Festival Tokyo 2007 @ Tokyo Wonder Site Shibuya ｜ Exhibitions / Performances ｜ Archives ｜ Tokyo Arts and Space », sur www.tokyoartsandspace.jp (consulté le 2 avril 2021)
3. ↑  « CUBE FESTIVAL » OTERP, Antonin Fourneau » (consulté le 12 juillet 2024)
4. ↑  « BookNIAROF / Antonin Fourneau, Douglas Edric Stanley », sur 1980 Editions (consulté le 2 avril 2021)
5. ↑  « Notice », sur bases-brevets.inpi.fr (consulté le 2 avril 2021)
6. ↑  « Sonoscriptum », sur Saint-Ex, culture numérique - Reims, 27 février 2019 (consulté le 2 avril 2021)
7. ↑  « Waterlight graffiti » (consulté le 7 avril 2021)
8. ↑  « Antonin FOURNEAU ｜ Creator ｜ Tokyo Arts and Space », sur www.tokyoartsandspace.jp (consulté le 7 avril 2021)
9. ↑  « Nos Expositions – Playtime Project » (consulté le 7 avril 2021)
10. ↑  (en) « Meet the Artist: Fourneau presents ‘Waterlight Graffiti’ at Canal Convergence », sur Your Valley (consulté le 7 avril 2021)